# Јован Малешевац
Јован Малешевац био је српски православни монах који је сарађивао са Приможом Трубаром протестантским пастором на штампању верских књига на ћирилици. У периоду од 1524. до 1546. године, Малешевац је написао пет литургијских књига на црквенословенском језику у српским православним манастирима у Херцеговини и Црној Гори. Касније се настанио у Белој Крајини, данашњој Словенији. Године 1561. ангажован је од стране Трубара да ради коректуру на произведеним литургијским књигама у Јужнословенском библијском институту у Бад Ураху, где је провео пет месеци.

## Биографија и рад
Малешевац је рођен у селу Хотковци, северно од Гламоча, у тадашњем Османском царству. Постао је јеромонанах Српске православне цркве, а био је активан пишући литургијске књиге на црквенословенском језику. Написао је минеј у манастиру Тврдош и књигу јеванђеља 1532. године у манастиру у Црној Гори. У периоду од 1545. до 1546. написао је Пролог (врсту синаксара), типик и књигу јеванђеља у манастиру Света Тројица код Пљевље. Копија првог српског инкунабула Цетињског октоиха пронађена је у селу Стекеровци, северно од Гламоча и садржи потпис Малешевца, који је навео да је књигу купио „за здравље живих и за сећање на мртве”. Колофон минеја из 1524. године почиње његовом примедбом на савремени историјских контекст:
Вь лѣто ҂з҃.л҃.в҃. сьписа се сїа дѹшепользнаа книга, глаголѥмаа минѣи, вь храмѣ ѹспѣнїа пречистиѥ богородице вь Трѣбыню, вь дни злочьстивааго и троици хꙋлнааго и хрїстїанѡм досадителнааго тꙋрчьскааго цара  Сѹлѣимена... чьтꙋще или поюще или прѣписꙋюще, аще и бѹдꙋ гдѣ что погрѣшиль, или ѡписал' се нѣдоꙋменїем моим, или по забвѣнїю словѣсь, а вїи вашим добримь ꙋмѡм и наѹченїемь исправлꙗите, понеже бысть брѣн'наа рꙋка, а мѹтнь ѹмь...
— Ова књига о благодатима названа минеј написана је 7032. године (ад 1052) у цркви Успења Богородице (код манастира Тврдош) у Требињу у време злобника и богохуљења против Свете Тројице, у време прогонитеља хришћана од стране Сулејмана Величанственог. Ви који читајте скандирајте или преписујте [из ове књиге], ако сам направио грешке или погрешно написао нешто због своје несигурности или пропуста писма, онда ћете ви са својим добрим умовима и учењем написати тачно, јер ми је рука била од блата, а ум мутан...
 Касније се Малешевац придружио људима који су емигрирали из Босне и Херцеговине и Србије под османском државом у суседна подручја Хабзбуршке монархије, тачније у регион Бела Крајина у данашњој Словенији. Пре тога, Малешевац је био у Венецији код човека са којим је имао преписке, вероватно код Вицка Вуковића, који је у то време имао српску шпампарију. У Белој Крајини Малешевац је 1561. године успоставио контакт са словеначким писцем, преводиоцем и протестантским пастором, Приможом Трубаром. У овом периоду, Трубар је штампао бројне верске књиге на словеначком језику, а основао је и Јужнословенски библијски институт у Бад Ураху близу Тибингена у Немачкој, како би произвео књиге на глагољици. Трубар је такође намеравао да штампа књиге на ћирилици, али није био уверен у знање својих преводилаца, па је преговарао са Србином по имену Димитирје, како би му помогао. Био је васељенски патријарх пре него што је прешао у протестантизам и преселио се у Виртемберг. Димитрије је био вољан да помогне у штампању књига на ћирилици, али пошто му је понуђено високо место на молдавском двору, одустао је од посла и отишао у Молдавију. Уместо Димитрија, Малешевац је прихватио понуду Трубара, па су они отишли у институт у Бад Ураху, а придружио им се и јеромонах Матија Поповић, који је допутовао из Србије. Протестанти су именовали двојицу монаха ускоцима, како су називали Србе које су избегли са османнске територије.
Малешевац и Поповић упознали су се са Трубарем у Љубљани, одакле су заједно допутовали у Бад Утах, где су стигли у септембру 1521. године и донели велики број монашких књига. У штампарији у Утаху, Малешевац и Поповић су на ћирилицу превели Нови завет, Лутеров мали катекизам, Loci communes и многе друге књиге. Као монаси, Малешевац и Поповић су се суздржавали од меса, тако да су за њих посебно спремана јела ор рибе. У Бад Ураху задржали су се пет месеци, а у фебруару 1562. године вратили су се у Љубљану. Пре него што су кренули у Љубљану, свечано су потврдили да су преведене књиге Новог завета и друге задовољавајуће. У писму барону Хансу фону Унгнаду, Трубар је изразио задовољство услуга које су пружили Малешевац и Поповић, а Унгнад је сваком од њих дао коња и 40 мађарских форинти за обављен посао.
После 1562. године не постоје подаци о Малешевцу, а упркос трудом превођења, њихове ћириличне књиге нису имале утицај на српски народ. Копија Новог завета на ћирилици штампана је у Бад Ураху 1563. године и данас се чува у епархији будимској Српске православне цркве у Сентандреји. Активности Малешевца и Поповића у Немачкој сматрају се раним случајем међурелигијске сарадње у објављивању Библије.